# Ulysses Davis
Ulysses Davis (* 5. November 1872 in South Amboy, New Jersey; † 1. Oktober 1924) war ein US-amerikanischer Regisseur. 

## Leben
Davis kam schon mit jungen Jahren an die Westküste und begann für verschiedene Produktionsfirmen zu arbeiten.  
Zwischen 1911 und 1916 führte er bei 86 Stummfilmen Regie. 

## Filme (Auswahl)
- 1911 The Fighting Rev. Caldwell.
- 1911 Out of the Dark.
- 1912 A Devided Family.
- 1913 Love That Never Fails.
- 1914 Love Will Out.
- 1914 The Love of Tokiwa.
- 1915 The Arab's Vengeance.
- 1915 The Siren.
- 1916 The Iron Hand.
- 1916 A Cripple Creek Cinderella.